# Gjoricë
Gjoricë is na de gemeentelijke herinrichting van 2015 een deelgemeente (njësitë administrative përbërëse) van de Albanese stad (bashkia) Bulqizë. De deelgemeente bestaat uit de kernen  Çerenec i Poshtëm, Çerenec i Sipërm, Gjoricë e Poshtme, Gjoricë e Sipërme, Lubalesh en Viçisht,

## Bevolking
Volgens de volkstelling van 2011 telt de deelgemeente Gjoricë 4.214 inwoners, een daling vergeleken met 5.336 inwoners in het jaar 2001. De meeste inwoners zijn etnische Albanezen.
Van de 4.214 inwoners zijn er 1.103 tussen de 0 en 14 jaar oud, 2.769 inwoners zijn tussen de 15 en 64 jaar oud en 342 inwoners zijn 65 jaar of ouder.

#### Religie
De meerderheid van de bevolking is islamitisch (85%). 
| Plaats  | Bevolking (2011) | Islam (%)    | Katholiek (%) | Orthodox (%) | Bektashisme (%) |
| ------- | ---------------- | ------------ | ------------- | ------------ | --------------- |
| Gjoricë | 4.214            | 3.602 85,48% | 1 0,02%       | -            | -               |